# PokerTracker
PokerTracker Software, LLC es una compañía de software de herramientas de póquer que produce la línea PokerTracker de software de seguimiento y análisis de póquer. El software de PokerTracker importa y analiza los historiales de manos que los sitios de póquer crean durante el juego en línea y almacena las estadísticas/información resultantes sobre el juego histórico en una biblioteca de base de datos local para el autoanálisis, y para el análisis del oponente en el juego utilizando una pantalla Head-up en tiempo real.
El software permite al usuario controlar las ganancias o pérdidas de cada sesión de póquer, las manos jugadas, el tiempo jugado y el estilo de mesa. Calcula y representa gráficamente estadísticas como manos por hora, ganancias por mano, ganancias por hora, pérdidas y ganancias acumuladas, y pérdidas y ganancias de partidas individuales en varias divisas.

## Productos
PokerTracker Software, LLC produce software de análisis de póquer. Algunos ejemplos son PokerTracker Holdem v2, PokerTracker Omaha v2, PokerTracker 3 Hold'em (PT3) para Texas Hold 'em, PokerTracker 3 Omaha (PTO) para Omaha Hold 'em, PokerTracker Stud para Stud poker, y TableTracker. La compañía desarrolló previamente el PokerAce Head-Up Display, también conocido como PokerAce HUD o simplemente PAHUD, que proporciona información en tiempo real para el juego de poker online en vivo; la funcionalidad de esta aplicación anteriormente separada fue eventualmente incorporada dentro de PokerTracker 3. En conjunto, el software de la compañía ha sido descrito como «uno de los programas de software más completos en la industria del póquer en línea» por PokerSoftware.com. La compañía desarrolló posteriormente PokerTracker 4 en 2012 y 2013, que es su desarrollo de software más reciente.

### PokerTracker 3
En septiembre de 2009, la compañía anunció que a partir del 31 de marzo de 2010, PokerTracker Holdem v2 dejaría de recibir soporte. La decisión se tomó porque PokerTracker 3 se había lanzado el 15 de mayo de 2008, casi dos años antes de la fecha de fin de vida. La compañía consideró que dejar de dar soporte a la v2 permitiría disponer de recursos que podrían dedicarse a mejorar el PT3 y a ofrecer un servicio de atención al cliente excepcional. Del mismo modo, el 31 de diciembre de 2010, el PokerTracker Omaha v2 dejaría de recibir soporte, ya que sus funciones se han integrado completamente en la línea de productos PokerTracker 3.
PokerTracker 3 es compatible con el póquer en línea de las siguientes redes y/o sitios de póquer: 888 Poker Network, Bodog, Boss Media, Cake Network, Cereus Poker Network, Entraction Poker, Everest Poker, Full Tilt Poker, IPoker, Microgaming, Merge Gaming Network, OnGame, PartyPoker, PokerStars y Winamax. PokerTracker está disponible de forma nativa tanto para ordenadores basados en Microsoft Windows como en Mac OS X.
PokerTracker 3 compite con varios programas similares. Según Total Gambler, sus competidores más notables son Hold'em Manager y PokerOffice, mientras que Pokersoftware.com considera que sólo Hold'em Manager es un competidor serio.

### PokerTracker 4
PokerTracker 4 es un software de seguimiento de póquer diseñado para varios tipos de póquer en línea: No-Limit, Limit, o Pot-Limit cash games, Sit N' Go's y Torneos Multi-Mesa tanto para jugadores de Texas Holdem como de Omaha. Es compatible con el software e interfaces de casi todos los sitios web de póker online. PokerTracker 4 comenzó sus pruebas beta públicas en marzo de 2012. En agosto de 2012, la compañía lanzó comercialmente una versión para Microsoft Windows de PokerTracker 4. En enero de 2013, cuando se lanzó la versión 4.05.10 de PokerTracker, la compañía comenzó a realizar pruebas alfa de una versión para Apple OS X del software. PokerTracker 4 se produjo desde cero en lugar de refinar PokerTracker 3 y otras versiones anteriores.

## Características del software
En la mayoría de los sitios de póquer en línea, los jugadores pueden hacer que el software cliente cree un archivo de texto almacenado localmente que registre el historial de manos, como se muestra en el ejemplo «Ejemplo de historial de manos». Estos historiales de manos resumen los detalles de la mano en un formato que puede ser analizado por un programa informático. PokerTracker lee estos archivos y extrae la información relevante, que convierte en una base de datos para su posterior revisión o análisis estadístico. El software es capaz de combinar los detalles del historial de manos de múltiples cuentas de diferentes servicios de póquer en línea, lo que permite a un usuario agregar sus datos. Los resúmenes estadísticos se pueden consolidar desde diferentes sitios de póquer, independientemente de si el nombre de pantalla del usuario es el mismo en cada sitio.
PokerTracker es capaz de analizar partidas de cash ring (juegos de dinero en efectivo) en las que los jugadores juegan por dinero en efectivo durante cada mano, torneos sit and go en los que los jugadores compiten por premios fijos después de que el número prescrito de competidores se una al torneo, y torneos multi-mesa en los que los jugadores compiten por premios del torneo basados en el número total de entradas a la hora de inicio programada. Las estadísticas pueden seguirse por posición, sesión, torneo, mejores y peores manos, y resultados de las manos. Esto ayuda al usuario a analizar las estadísticas en función de la mano inicial o la mano final. El software también permite al usuario reproducir cualquier mano específica.
Los gráficos de probabilidades de PokerTracker, así como las estadísticas históricas de las manos que un usuario y sus oponentes han jugado, permiten al usuario analizar las probabilidades estadísticas condicionales y las cantidades óptimas de apuesta. Las situaciones que analiza dependen de las características de juego del rival y de la posición del jugador respecto al crupier. Los gráficos se pueden elaborar para una sola sesión o para cualquier parte del historial de juego. Una de las mayores mejoras de PokerTracker 3 respecto a PT2 es que es totalmente personalizable, de modo que todas las estadísticas e informes se pueden adaptar a cada usuario. The Guardian afirma que la mayoría de los jugadores serios utilizan PokerTracker durante el juego online para calcular constantemente las situaciones óptimas.
PokerTracker 3 también es conocido por su pantalla heads-up integrada, una presentación de datos transparente superpuesta en vídeo que hace que las estadísticas y las notas estén fácilmente disponibles durante el juego. El HUD permite al jugador de póquer en línea centrar su atención en la mesa de póquer en la que está jugando, en lugar de en la aplicación PokerTracker. El HUD proporciona una amplia gama de estadísticas en tiempo real para el análisis durante el juego, personalizables según las preferencias del usuario. Además de las estadísticas disponibles constantemente durante el juego en la ventana de póquer, las estadísticas detalladas están disponibles en una ventana emergente, accesible a través de un solo clic del mouse (ratón). Marbella Slim, del Daily Star, utilizó la visión del personaje Terminator de Arnold Schwarzenegger en una analogía con el HUD: «En algunas escenas, se llega a ver lo que el robot Terminator está viendo y tiene todos estos flujos de datos delante de su visión - es un HUD o un head-up display. «A diferencia de otros productos de seguimiento de póquer, PokerTracker 3 incluye un HUD como parte del programa básico. El HUD de PT3, que superpone automáticamente las estadísticas de los oponentes de un jugador junto a sus avatares, es esencialmente una versión integrada del HUD de PokerAce disponible anteriormente.
PokerTracker 3 también ofrece un servicio mensual por suscripción llamado TableTracker. TableTracker es un servicio integrado que identifica automáticamente las mesas con una competición adecuada al estilo de juego del usuario. Los servidores de PokerTracker monitorizan constantemente qué jugadores están jugando y en qué mesas lo están haciendo en los principales sitios de póquer, lo que permite a TableTracker encontrar a los jugadores más débiles en múltiples sitios de póquer online. El usuario puede buscar basándose en el sistema de puntuación integrado en el software o en cualquier otra estadística de su elección.

## Uso y legalidad
Los profesionales serios del póquer y los aficionados ocasionales pueden beneficiarse del software de seguimiento de póquer, y revistas de póquer como Card Player recuerdan repetidamente a los jugadores de póquer la utilidad del software de seguimiento. Total Gambler afirma que, además de la experiencia y la habilidad, la otra necesidad para que un jugador se convierta en un jugador de póquer profesional es un buen paquete de software como PokerTracker.
Varios sitios web describen PokerTracker como el líder mundial o el software de seguimiento de póquer más popular del mundo. Por ejemplo, Pokersource.com lo describe como «el software de seguimiento y análisis de poker más popular disponible» y Party Poker describe PokerTracker como «la pieza original y más grande de software de seguimiento de poker». PokerSoftware.com dice que «Poker Tracker ha sido el estándar de la industria... durante años». Total Gambler dice que durante más de dos años PokerTracker 2 fue la «fuerza prominente en el seguimiento del póquer online», pero en el momento de su revisión de diciembre de 2008 habla de esta posición de liderazgo en pasado, señalando que PT3 aún no había sido «completamente lanzado» en el momento de sus pruebas.
Las principales salas de juego online prohíben el uso de software que dé a un jugador una «ventaja injusta». Esto suele incluir software que permite a los jugadores compartir sus cartas ocultas con otros jugadores durante el juego en vivo y software que automatiza la toma de decisiones. Dado que el software PokerTracker no encaja en ninguna de estas categorías, por lo general está permitido en la mayoría de los sitios, incluido el líder del sector PokerStars.com. Dejando a un lado la legalidad, algunos jugadores creen que el uso de PokerTracker desvirtúa el juego; por ejemplo, Victoria Coren, de The Guardian, afirma que «sólo hay una desventaja [en el uso de PokerTracker]. ¿Dónde está la maldita diversión?".